# Drageid
Drageid est une localité du comté de Nordland, en Norvège.

## Géographie
Administrativement, Drageid fait partie de la kommune de Saltdal.